# Prsobran
Prsobran v obrambni arhitekturi, kot je tista pri mestnem obzidju ali gradovih, je parapet (tj. obrambni nizek zid prsne in nadzidek višine glave), v katerem se v presledkih pojavijo pravokotne vrzeli ali vdolbine, ki so omogočale streljanje puščic ali drugih izstrelkov v obrambi. Ti presledki ali prsobrani (znani tudi kot cine, strelnice in wheeler), se z dodanimi strelnimi linami v predhodno neprekinjen parapet imenujejo crenellation. Obrambna stavba zasnovana in zgrajena z obzidjem ali dvorec bi se lahko obogatilo z dodatkom obzidja, parapetom, če prej ni obstajal ali izdelavo pravokotnih zob v obstoječo ograjo. Nazobčan del parapeta (zidna krona), običajno na vrhu obzidja med strelnimi linami se imenujejo cine. Prsobrani na obzidju so imeli za seboj zaščitene hodnike (chemin de ronde). Na stolpu ali vrhu zgradbe je streha (pogosto ravna), ki se uporablja kot zaščitena bojna ploščad.

## Etimologija
Izraz izvira iz približno 14. stoletja iz stare francoske besede batailler, »da se utrdi z batailles« (fiksnimi in gibljivimi stolpiči za obrambo). Beseda crenel izhaja iz starodavne francoske besede cren (sodobna francoščina cran), latinsko crena, kar pomeni zarezo različnih oblik. Sodobna francoska beseda za crenel je créneau, in se uporablja tudi za opis različnih vrst, na primer parkirni prostor ob strani ceste med dvema avtomobiloma, interval med skupinami korakajočih vojakov ali časovno okno v oddaji. 

## Mašikule
Parapet s prsobranom je bil lahko pomaknjen navzven kot previs nad spodnjim zidom in imel lahko odprtine v tleh med podpornimi konzolami, skozi katere bi lahko na napadalce metali kamenje ali goreče predmete. Znani so kot mašikule.

## Zgodovina
Obzidja s parapeti in prsobrani so bila v uporabi tisoče let; prvi znani primer je v trdnjavi pri Buhenu v Egiptu. Uporabljeni so bili okoli asirskih mest, kot je prikazano na bas reliefu iz Nimruda in drugod. Sledijo jim ostanki v Mikenah v Grčiji, nekaj starogrških vaz kaže obstoj takih primerov. Veliki kitajski zid je obzidje s parapetom in prsobrani.

## Razvoj
V evropskih nadzidkih iz srednjega veka so prsobrani na eni tretjini širine cine: slednji, poleg tega da je mogoče zagotoviti strelnice različnih oblik, odvisno od orožja. Poznejše cine so omogočale streljanje iz prvega strelnega orožja. Iz 13. stoletja so lahko cine povezane z lesenimi polkni, ki so zagotavljala dodatno zaščito, ko so bila zaprta. Polkna so bila zasnovana tako, da so se odprla ob streljanju in zaprla med ponovnim polnjenjem.

## Antični Rim
Rimljani so za prve aggeres (ploščadi) uporabljali nizke lesene konice. V obzidju v Pompejih, je dodatna zaščita izhajala iz majhnih notranjih opornikov ali podaljška zidu, proti kateremu je lahko branilec stal tako, da je pridobil popolno zaščito na eni strani.

## Italija
Vrzeli so bile pogoste v italijanskih obzidjih, kjer imajo cine veliko večjo višino in posebno kapo. Italijanski vojaški arhitekti so uporabljali tako imenovani gibelinov ali Swallowtail prsobran z vrhovi cin v obliki črke V, kar daje rogu podoben učinek. To bi omogočilo branilcem zavarovanje, medtem ko so streljali stoje. Normalne pravokotne cine so kasneje poimenovali gvelf.

## Srednji vzhod in Afrika
V muslimanskih in afriških utrdbah so cine pogosto zaobljene. Na arabskih obzidjih so imele bolj dekorativen in raznolik značaj, in so se gradile od 13. stoletja dalje, ne toliko za obrambne namene, kot za funkcionalni zaključek zidu. Podobno funkcijo najdemo v španski renesansi.

## Dekorativni element
Evropski arhitekti so vztrajno uporabljali prsobran oziroma parapet kot zgolj dekorativno funkcijo vsej dobi gotike. Ne najdemo ga le na ograjah, ampak kot nadsvetlobo nad vrati in na veznih nosilcih streh in na zaslonih in celo na tudorskih dimnikih. Nadaljnja dekorativna uporaba se pojavi v izdelavi opažnih cin in tistega dela parapeta, ki se dviguje nad venec, z uvedbo štiri peresne deteljice in drugih konvencionalnih oblik napolnjenih z listi in grbi

## Druga literatura
- Coulson, Charles, 1979, "Structural Symbolism in Medieval Castle Architecture" Journal of the British Archaeological Association Vol. 132, pp 73–90
- Coulson, Charles, 1994, "Freedom to Crenellate by Licence - An Historiographical Revision" Nottingham Medieval Studies Vol. 38, pp. 86–137
- Coulson, Charles, 1995, "Battlements and the Bourgeoisie: Municipal Status and the Apparatus of Urban Defence" in Church, Stephen (ed), Medieval Knighthood Vol. 5(Boydell), pp. 119–95
- Coulson, Charles, 2003, Castles in Medieval Society, Oxford University Press.
- Coulson, Charles, Castles in the Medieval Polity - Crenellation, Privilege, and Defence in England, Ireland and Wales.
- King, D. J. Cathcart, 1983, Castellarium Anglicanum (Kraus)